# Vol FedEx Express 87
Le 17 octobre 1999, le McDonnell Douglas MD-11 assurant le vol FedEx Express 87, un vol cargo international régulier en provenance de l'aéroport international de Shanghai Hongqiao, en Chine, s'est écrasé après son atterrissage à l'aéroport international de Subic Bay, aux Philippines. À l'atterrissage, l'appareil a roulé sur toute la longueur de la piste avant de plonger dans les eaux de la baie de Subic où il a été complètement submergé, à l'exception du poste de pilotage. Les deux pilotes, les seuls occupants de l'appareil, ont réussi à s'extraire de l'épave, avec seulement des blessures mineures, et ont finalement été secourus.

## Avion et équipage

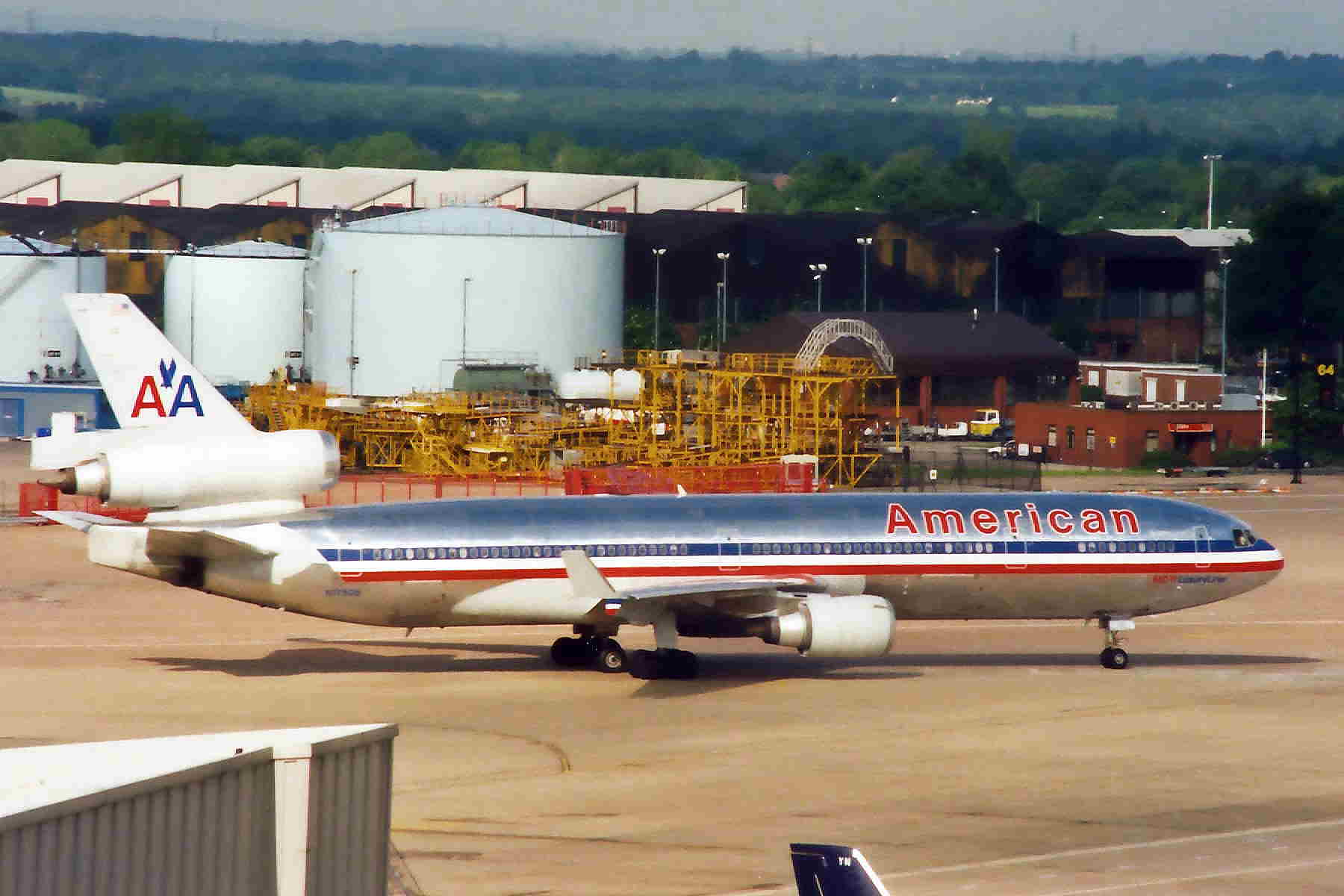
Le MD-11 impliqué dans l'accident, alors qu'il opérait pour American Airlines, photographié en juin 1995.

L'aéronef impliqué est un McDonnell Douglas MD-11F âgé de 9 ans et immatriculé N581FE (numéro de série 48419/450). Il a été exploité par American Airlines entre 1991 et 1997 (immatriculation N1750B) en tant qu'avion de ligne, avant d'être acquis par FedEx et converti pour le transport de fret. Il totalise 30 278 heures de vol et 5 817 cycles (décollage/atterrissage) au moment de l'accident. Il était propulsé par trois moteurs General Electric CF6-80C2D1F.
À bord de l'appareil, il n'y avait que deux pilotes :
- Le commandant de bord est Michael Rooney (53 ans). Il totalise 14 000 heures de vol, dont 1 430 heures sur MD-11. Il a d'abord été employé par Flying Tiger Line dans les années 1980, en tant que copilote sur Douglas DC-8 et Boeing 747. Depuis la fusion de la compagnie aérienne avec FedEx, il était commandant de bord sur Boeing 727 et, en avril 1996, il a commencé à piloter sur MD-11 en tant que commandant de bord.

- La copilote est Cynthia Hubbard (43 ans). Elle cumule 5 700 heures de vol, dont 2 300 heures sur MD-11. Avant de rejoindre FedEx, elle a servi dans l'U.S. Air Force pendant huit ans, comme commandant de bord sur Boeing 737 et Lockheed C-5 Galaxy. Après avoir rejoint FedEx, elle a travaillé en tant que mécanicienne navigante sur Boeing 727 et McDonnell Douglas DC-10, avant d'obtenir sa qualification de copilote sur MD-11.

## Déroulement des faits

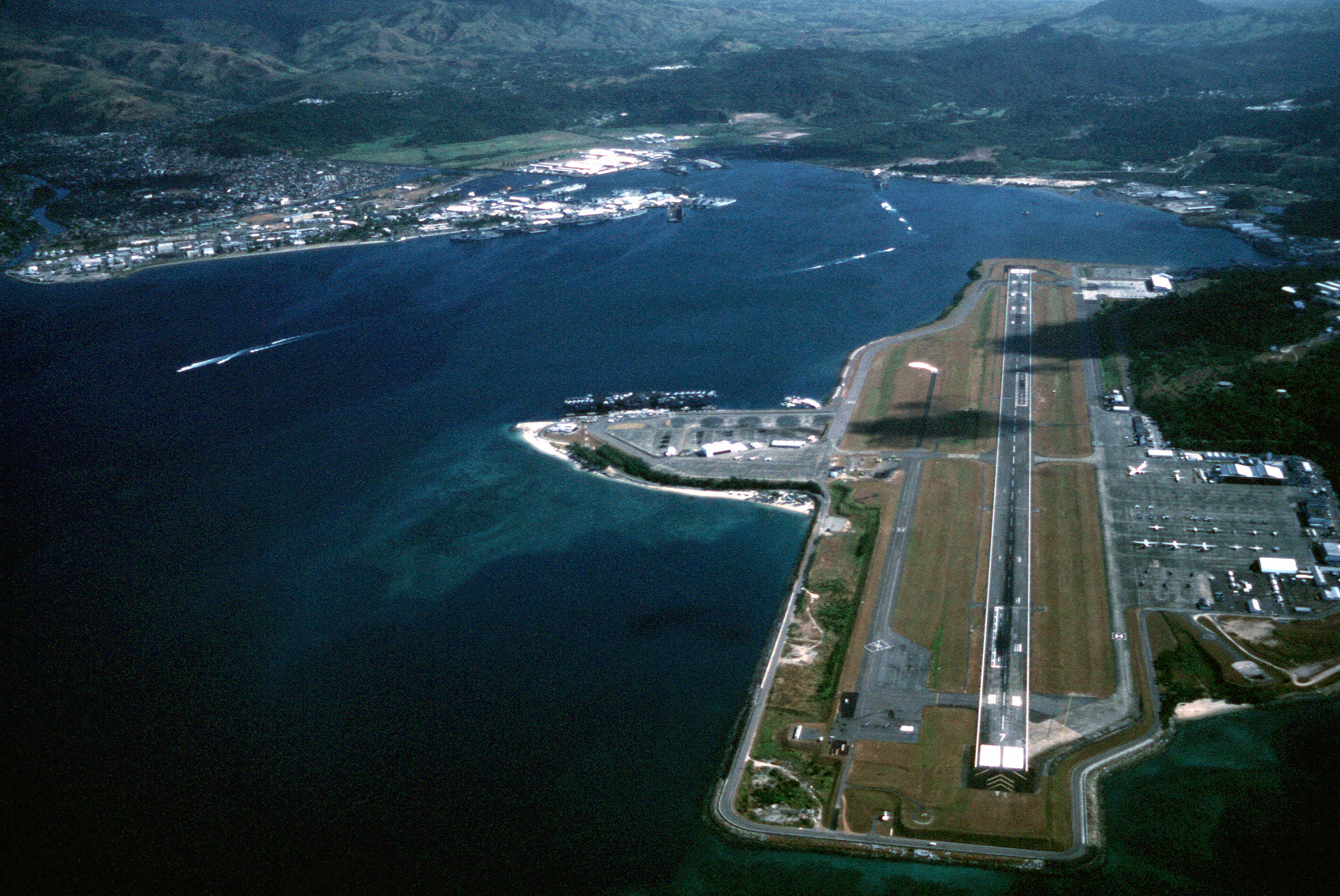
Prise de vue aérienne de l'aéroport international de Subic Bay, en 1990.

L'appareil effectuant le vol 87 appartenait à la flotte aérienne de réserve civile des États-Unis. La majeure partie de la cargaison embarquée était composée de matériels électroniques et de vêtements. La zone économique spéciale (ZES) de la baie de Subic abritait à cette époque la base navale de Subic Bay, et l'aéroport international de Subic Bay était alors l'un des hub de FedEx.
Vers 13 h 00 UTC, le vol 87 a décollé de l'aéroport international de Shanghai Hongqiao, en Chine. À 15 h 24, l'enregistreur phonique (CVR) capta un message du commandant Rooney : « La vitesse est revenue, pas de problème. Je n'ai plus de problème avec la vitesse ». À 15 h 32, le CVR enregistra à nouveau une discussion entre les deux pilotes à propos de la vitesse de l'avion. Une minute plus tard, l'alarme de survitesse et l'alarme de désengagement du pilote automatique se déclenchèrent dans le cockpit. 
À 15 h 53, le commandant Rooney ordonna à la copilote Hubbard de régler les volets à 50°, et la copilote déplaça alors la poignée d'actionnement des volets jusqu'à cette position. Cependant, les volets ne se déployant pas à 50°, la copilote les ramena à 35°. À 15 h 54, à une altitude de 500 pieds (150 m), l'alarme indiquant un taux de descente élevé et l'alarme de proximité du sol se déclenchèrent. 
À 15 h 55, le vol 87 a atterri sur la piste 07. Le MD-11 n'a pas pu s'arrêté sur la longueur de piste restante, puis a percuté l'antenne du radiophare d'alignement de piste (en) et les feux d'approche situées après la fin de la piste. Le vol 87 a finalement terminé sa course dans les eaux de la baie, se retrouvant entièrement submergé à l'exception du poste de pilotage. Les deux pilotes se sont échappé via la fenêtre du poste de pilotage et a attendu les secours sur une des ailes de l'avion ; tous les deux ont ensuite été soignés dans un hôpital local.

## Enquête
Lors d'un entretien avec les pilotes, le commandant de bord a déclaré qu'il n'y avait eu aucun problème avec l'indicateur de vitesse de l'air (ASI) depuis le décollage jusqu'à la montée à l'altitude de croisière. Après que l'avion eut traversé des nuages et des turbulences modérées, le pilote automatique s'est désactivé à plusieurs reprises et une alarme concernant la vitesse indiquée (IAS) est apparue sur l'écran de vol principal (PFD) du commandant de bord. Celui-ci a comparé son anémomètre avec celui du copilote et, lorsqu'une erreur a été constatée, la source de l'ASI côté copilote a été commuté sur la centrale aérodynamique (ADC) côté commandant de bord. Il a témoigné n'avoir constaté aucune nouvelle anomalie, si ce n'est qu'il a senti que les gouvernes de profondeur fonctionnaient légèrement différemment pendant l'approche à l'atterrissage. En approche finale, les volets ne pouvant pas être sortis à 50°, le MD-11 est donc resté configuré avec les volets à 35°, mais le commandant de bord n'était pas particulièrement inquiet par ce problème. Le commandant de bord a déclaré connaître l'existence d'une liste de vérification en cas de problèmes liés à la vitesse, mais n'avoir jamais été formé à son utilisation. 
La copilote a également témoigné qu'il n'y avait eu aucun problème avec l'ASI entre le décollage et le vol en croisière. Elle a déclaré qu'elle connaissait l'existence d'une liste de vérification pour les problèmes de l'ASI, mais qu'elle ne s'y est pas référée, le problème ayant été résolu après qu'elle a fait basculé ses instruments sur l'ADC du commandant de bord. Elle a également affirmé n'avoir jamais rencontré de situation où le PFD affichait un avertissement IAS et qu'elle n'avait pas été formée pour une tel cas de figure.

### Inspection et test des tubes de Pitot

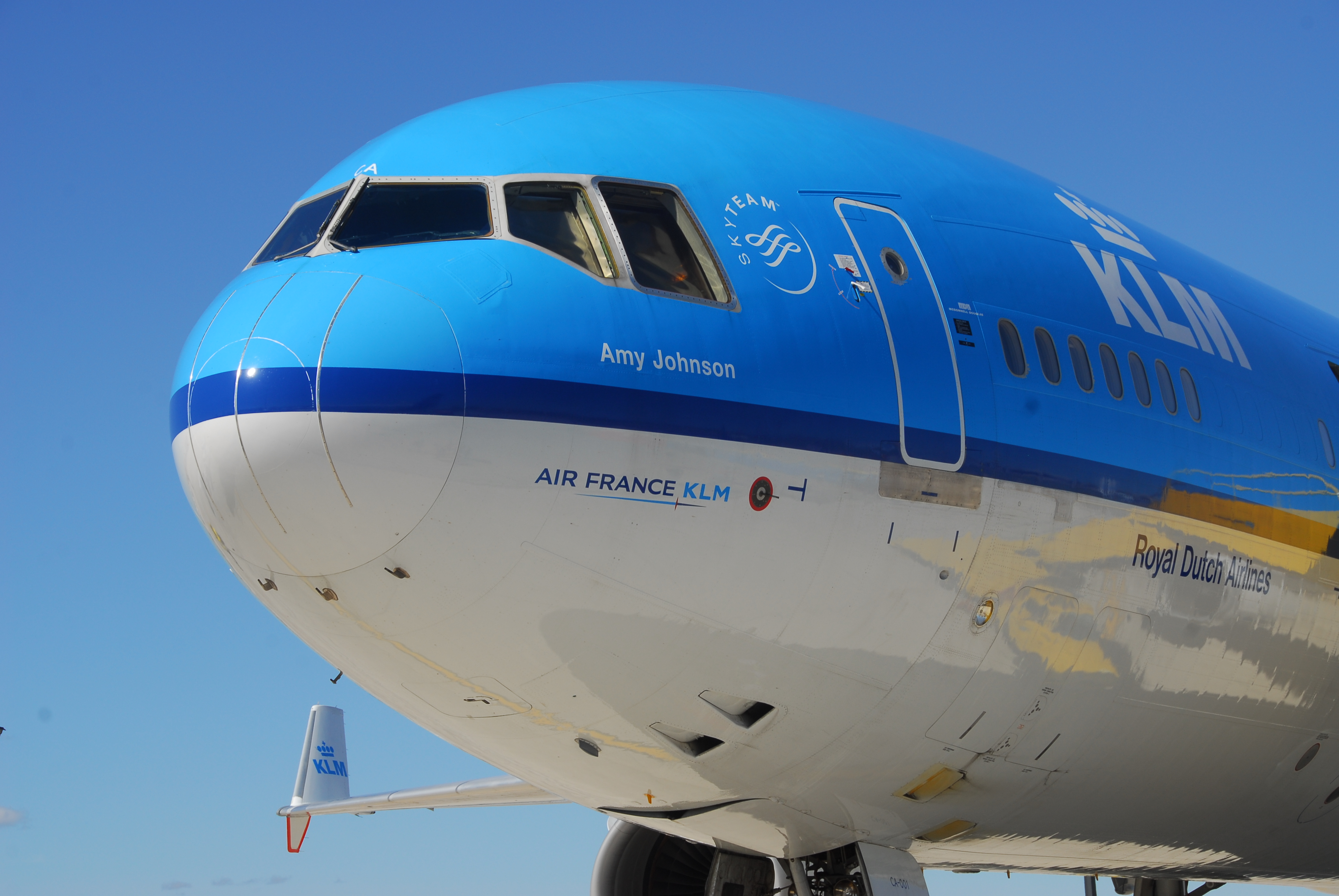
Photo montrant l'avant d'un MD-11, avec les trois tubes de Pitot installés juste en dessous du cockpit.

La vitesse et l'altitude sont calculées en fonction de la pression atmosphérique extérieure, qui est mesurée par un tube de Pitot. Le MD-11 est équipé de trois tubes de Pitot, chacun mesurant les données reçues par l'ASI côté commandant de bord, par l'ASI côté copilote et par l'ASI de secours. De plus, il y a deux trous, qui sont reliés à deux tubes coaxiaux à l'intérieur du tube de Pitot, qui permet la mesure de la pression dynamique en vol. 
Une inspection du tube de Pitot côté copilote a révélé que l'un des deux tubes coaxiaux était obstrué par des particules cristallines transparentes. De plus, l'extrémité du tube de Pitot était également obstruée par d'autres particules cristallines et des insectes morts. Le tube de Pitot côté commandant de bord était obstrué par des résidus blancs et bruns, respectivement, et l'extrémité était également obstruée par les mêmes particules que celui du copilote. 
Honeywell et Boeing ont mené l'expérience, sous la supervision de la Federal Aviation Administration (FAA). Au cour de cette expérience, une certaine quantité d'eau a été introduite dans le tube de Pitot. En conséquence, il a été constaté une erreur dans les données mesurées, et la vitesse indiquée était inférieure de 12 nœuds (22 km/h) à sa valeur réelle. Cela concordait avec l'erreur initiale à bord du vol 87. D'autres expériences ont été menées pour tester l'ampleur de l'erreur entre la descente et l'atterrissage. Les données suivantes ont été obtenues. Des enquêtes ultérieures ont révélé que de nombreux rapports faisaient état de vitesses anormales sur l'avion accidenté. FedEx avait pris diverses mesures, mais n'avait pas inspecté les tubes coaxiaux, qui était à l'origine de ce problème.

### Écarts de vitesse
D'après les données de l'enregistreur phonique et de l'enregistreur numérique de données de vol (DFDR), l'écart de vitesse a commencé à se produire 43 minutes avant l'atterrissage. Quatre-vingt-dix secondes plus tard, le pilote automatique a été désactivé, alors que l'avion volait au niveau de vol FL370 (37 000 pieds (11 000 m)). Selon Boeing, le pilote automatique du MD-11 est conçu pour se désactiver immédiatement en cas d'une divergence entre les données de vitesse supérieure à 12 nœuds (22 km/h).
À partir des conversations des pilotes enregistrées sur le DFDR et le CVR, les enquêteurs ont résumé la vitesse affichée sur l'ASI du commandant de bord et sur celui du copilote comme suit : une erreur de 12 nœuds (22 km/h) a été initialement introduite dans l'ADC du commandant de bord, puis a augmenté à mesure que le vol descendait, entraînant une différence de 45 nœuds (83 km/h) entre la vitesse réelle et celle affichée par le PFD du commandant de bord. Ces données étaient similaires aux données obtenues lors de l'expérience effectuée en laboratoire.

### Causes de l'accident
Le rapport final attribue l'accident du vol 87 à l'incapacité de l'équipage à réagir correctement à l'indication de vitesse erronée et à reconnaître quelle vitesse était correcte. De plus, les tubes de Pitot étaient obstruées, le système d'alarme signalant l'anomalie au niveau de la vitesse était défaillant et la procédure concernant la liste de vérification à effectuer dans ce cas de figure ne faisait pas référence aux différents instruments de secours.

## Conséquences
À la suite de cet accident, la FAA a émis une consigne de navigabilité (CN), qui exigeait l'inspection des tubes coaxiaux à l'intérieur des tubes de Pitot sur les DC-10 et les MD-11 toutes les 650 heures de vol, afin de les vérifier et d'éviter tout risque d'obstruction. 